# Udea lutealis
Udea lutealis ist ein Schmetterling aus der Familie der Crambidae. Die Art ist europaweit verbreitet.

## Merkmale
Die Falter erreichen eine Flügelspannweite von 23 bis 26 Millimetern. Die Vorderflügel sind cremefarben oder ockergelb. Der Kostalrand (Profilvorderkante des Insektenflügels im Bereich der Costa nach dem Comstock-Needham-System) ist häufig dunkler. Die äußere Querlinie ist stark gewellt, im vorderen Teil gezackt, im hinteren Teil einen zungenförmigen Lobus. Ein Nierenmakel liegt direkt neben dem Lobus der äußeren Querlinie, ein Ringmakel liegt näher zur Wurzelzone. Die innere Querlinie ist undeutlich und meist unterbrochen. Der Teilungsstrich in der Spitze des Vorderflügels ist meist unscharf und undeutlich. Die Makeln, die äußere und innere Querlinie und der Teilungsstrich sind dunkelbraun. Die Hinterflügel sind hellgrau bis weißlich und weisen an der Unterseite einen schwachen Bogen auf. 
Die Länge der Raupen ist variabel, sie reicht von 13 bis 15 Millimeter. Dabei sind gut ernährte frühe Larvenstadien im Januar etwas länger als späte Larvenstadien im Juni. Der Raupenkopf der ersten Larvenstadien ist gelblichweiß und etwas bräunlich gezeichnet. Die Raupen des letzten Stadiums besitzen einen fahl gelblichbraunen Kopf mit brauner Zeichnung. Der Kopf trägt posterolaterale schwarze Flecke. Die Stemmata sind schwärzlich braun, der Stemmatalbereich besitzt die gleiche Farbe wie der Kopf. Das Prothorakalschild ist glänzend und durchscheinend, es besitzt die gleiche Färbung wie seitlich gelegenen Bereiche des Körpers und kann eine braune Zeichnung tragen. Die Thorakalbeine sind ebenso wie der Bauch gefärbt. Der Raupenkörper des ersten Larvenstadiums ist gelblich grün und durchscheinend, so dass die inneren Organe am Rücken sichtbar sind. In späteren Stadien ist der Körper hell bernsteinfarben und ebenfalls durchscheinend. Der Raupenkörper ist mit breiten weißlichen Subdorsallinien versehen. In den hinteren Segmenten können dunkle Kotballen sichtbar sein. Die Atemöffnungen (Spiraculum) besitzen die gleiche Färbung wie der Raupenkörper. Die innere horizontale Trachee ist als dünne Linie deutlich sichtbar. Die Haare der frühen und späten Larvenstadien sind goldgelb und transparent. Die weißliche Subdorsallinien des Abdomens fließen auf dem Analsegment zusammen. An den transparenten Flecken sind die dunkleren inneren Organe sichtbar. Die Bauchfüße besitzen die gleiche Farbe wie der Bauch. Die Endplatten der Afterfüße (Planta) sind gestreckt und dünn, die Hakenkränze sind rötlichbraun.

## Lebensweise und Vorkommen
Die Art ist in Mitteleuropa eher an feuchteren Standorten wie frischen Wiesen, Lichtungen, Waldwegen etc. verbreitet. Die Falter fliegen nachts von Juni bis August. Ab etwa August kann man die oligophagen Raupen finden, die in einem Gespinst an der Blattunterseite von folgenden Pflanzen leben: Ampfer (Rumex), Hahnenfuß (Ranunculus), Wegeriche (Plantago), Huflattich (Tussilago), Flockenblumen (Centaurea), Ringdisteln (Carduus), Erdbeeren (Fragaria), Artemisia, Kratzdisteln (Cirsium), Rubus spp.,

## Verbreitung
Die Art ist in Europa weit verbreitet. Sie ist bisher nicht nachgewiesen in Spanien, den Mittelmeerinseln und Griechenland.